# Molnár Péter-díj
A Molnár Péter-díj (másképp Molnár Péter-emlékdíj) magánkezdeményezésként létrejött magyar építészeti elismerés, amelyet Molnár Péter építész emlékére alapított özvegye, Molnárné Baló Borbála és Winkler Barnabás építész, a HAP Galéria tulajdonosa. Az alapítók szándéka szerint a díjjal „az építészet kiváló alkotóinak, az építészeti kultúra széles körű terjesztőinek tevékenységét” ismerik el, évente egy alkalommal. 
2014-ben a díjazottak személyéről Molnárné Baló Borbála, Winkler Barnabás, Ferkai András, Pazár Béla, Kalmár László és Mónus János döntöttek, a díjakat 2014-ig a HAP Galériában, majd a FUGA Budapesti Építészeti Központban adták át.

## Díjazottak
- 2004: Sugár Péter építész és Hübner Teodóra grafikus-tipográfus[2]
- 2005: Lévai-Kanyó Judit építész-író, könyvkiadó-vezető, valamint Kalmár László és Zsuffa Zsolt építészek[3]
- 2006: Pethő László építész és Vargha Mihály építész, újságíró[4]
- 2007: Mátrai Péter építész és Polgár Attila fotográfus[5]
- 2008: Klobusovszki Péter építész[6]
- 2009: Borsay Attila építész és Csontos Györgyi építész, építészeti szakszerző[7]
- 2010: Polyák György építész és Fehérvári Zoltán művészettörténész[8]
- 2011: Ifjabb Benczúr László és Kis Péter építészek[9]
- 2012: Baranyi-Csaba Kata, Herczeg László és Pintér Tamás János építészek, a pécsi Zsolnay Kulturális Negyed felelős tervezői[10]
- 2013: Lévai Tamás építész[11]
- 2014: Gereben Péter és Marián Balázs építészek[12]
- 2015: Vámos Dominika építész, szerző, szerkesztő és Zombor Gábor építész
- 2016: Somogyi Krisztina vizuális környezet kutató, építészetkritikus és Cseh András építész[13]
- 2017: Szabó Levente építész és Nagy Bálint építész, a FUGA Budapesti Építészeti Központ vezetője[14]
- 2018: a díjat nem adták ki
- 2019: Falvai Balázs, Nagy Márton és Török Dávid építészek, valamint Hartmann Gergely építész, kutató[15]
- 2020: a díjat nem adták ki
- 2021: Bődi Imre és Frikker Zsolt építészek, Öry Júlia művészettörténész (Fuga)
- 2022: Dévényi Márton és Gyürki-Kiss Pál építészek[16]
- 2023: Juhász Veronika, Fábián Gábor és Fajcsák Dénes építészek[17]
- 2024: Major Zoltán és Müllner Péter építészek[18]